# Leichtathletik-Europameisterschaften 1938/Medaillenspiegel
Dies ist der Medaillenspiegel der Leichtathletik-Europameisterschaften 1938, die an zwei verschiedenen Orten ausgetragen wurden. Die Wettkämpfe der Männer wurden vom 3. bis 5. September im französischen Paris ausgetragen, jene der Frauen am 17. und 18. September im österreichischen Wien. Bei identischer Medaillenbilanz sind die Länder auf dem gleichen Rang geführt und alphabetisch geordnet.
| Medaillenspiegel | Medaillenspiegel   | Medaillenspiegel | Medaillenspiegel | Medaillenspiegel | Medaillenspiegel |
| Platz            | Land               | Gold             | Silber           | Bronze           | Gesamt           |
| ---------------- | ------------------ | ---------------- | ---------------- | ---------------- | ---------------- |
| 1                | Deutschland        | 12               | 11               | 9                | 32               |
| 2                | Finnland           | 5                | 3                | 3                | 11               |
| 3                | Großbritannien     | 4                | 2                | 2                | 8                |
| 4                | Schweden           | 3                | 4                | 6                | 13               |
| 5                | Polen              | 2                | 3                | 1                | 6                |
| 6                | Niederlande        | 2                | 2                | 4                | 8                |
| 7                | Königreich Italien | 1                | 4                | 3                | 8                |
| 8                | Frankreich         | 1                | 1                | 1                | 3                |
| 8                | Ungarn             | 1                | 1                | 1                | 3                |
| 10               | Estland            | 1                | –                | –                | 1                |
| 11               | Belgien            | –                | 1                | –                | 1                |
| 12               | Norwegen           | –                | –                | 1                | 1                |
| 12               | Schweiz            | –                | –                | 1                | 1                |
| Gesamt           | Gesamt             | 32               | 32               | 32               | 96               |